# Andrea Lo Vecchio
Andrea Lo Vecchio (Milán, 7 de octubre de 1942-Roma, 17 de febrero de 2021) fue un compositor, letrista, productor discográfico, cantautor y empresario italiano.

## Biografía
Nacido en Milán, Lo Vecchio comenzó su carrera en 1962, actuando como cantautor y guitarrista en salas de música y clubes locales. En 1963 ganó un concurso para nuevos artistas y posteriormente consiguió un contrato con CBS.
En 1964 debutó profesionalmente como compositor con la canción "Era troppo bello", que fue interpretada por Wilma Goich y ganó el Festival delle Rose. El mismo año fundó un cabaret en su ciudad natal, "Le Clochard", donde actuaron notables artistas como Bruno Lauzi, Gufi y Cochi e Renato. En 1966 vendió el cabaret y fundó la discoteca "Student's Club"; el mismo año inició una larga y fructífera colaboración como compositor con Roberto Vecchioni. En 1967 participó en el espectáculo musical de la RAI Settevoci, donde lanzó su tema "Ho scelto Bach", con quien también participó en el Festivalbar.
En 1968 debutó como productor del disco Casatschok de Dori Ghezzi y del disco homónimo de Roberto Vecchioni. En 1969 compuso la música de "If I Only Had Time", que fue interpretada por John Rowles y se convirtió en un éxito internacional. El mismo año fundó una escuela de esquí acuático y una discoteca en San Remo. En los años siguientes Lo Vecchio se convirtió en colaborador habitual de Mina Mazzini. Otras colaboraciones incluyen a Adriano Celentano, Shirley Bassey, Ornella Vanoni, Gigliola Cinquetti, Patty Pravo, Bruno Lauzi, Loredana Bertè, Mireille Mathieu, Gino Paoli, Al Bano y Romina Power, Raffaella Carrà, Demis Roussos, Claude François, Umberto Bindii, Ivan Grazianii, Fausto Leali, Dik Dik, I Nuovi Angeli. También escribió varias canciones para niños, entre las que destaca "Tarzan lo fà", que fue interpretada por Nino Manfredi, así como partituras musicales para películas, series de televisión y comerciales.
En 1976 fundó, junto a Detto Mariano y Enzo Scirè, el sello "Love Records", que publicaba obras de Mario del Monaco, Bobby Solo y Léo Ferré, entre otros. En la década de 1980 fue comisario de la colección "Profili Musicali", editada por Ricordi.
Lo Vecchio falleció de complicaciones de COVID-19 durante la pandemia de COVID-19 en Italia el 17 de febrero de 2021, a la edad de 78 años.